# Mamono Hunter Yōko
Mamono Hunter Yōko (魔物ハンター妖子, Mamono huntā Yōko, caçador de dimonis Yohko) és una sèrie d'animació japonesa composta de sis OVA publicats entre 1990 i 1995:
produïda per l'estudi d'animació Madhouse, entre els autors consten Katsuhisa Yamada, Hisashi Abe o Akiyuki Shinbo.
En l'argument, Yōko Mano és una adolescent, membre d'una família de caçadores de dimonis de la qual ella és la que en fa cent huit.
Les protagonistes femenines són objecte de fan service —entre el qual panchira— i la sèrie és notable per l'ús de la violència i referències sexuals.
La sèrie fon adaptada al manga i tres videojocs: el primer, Mamono Hunter Yōko: dai 7 no keishō (魔物ハンター妖子, Mamono huntā Yōko, les set campanes anunciadores), publicat per Klon en Sega Mega Drive, és un títol d'acció a l'estil del Valis;
el tercer, Mamono Hunter Yōko: tōki yobigoe (魔物ハンター妖子 —遠き呼び声—, Mamono huntā Yōko —tōki yobigoe—) és una seqüela de l'anterior, protagonitzat pel personatge titular.
Traduïda a l'anglés com a Devil Hunter Yohko, fon el primer anime publicat per l'empresa A.D. Vision el 1992: fundada a Houston per John Ledford (importador de videojocs japonesos amb el nom de Gametronics) junt amb Matthew Greenfield, després de vore El meu veí Totoro, ADV obtingué la llicència després de dos mesos d'insistir a la productora Toho, propietària dels drets de la sèrie. El delegat de Toho a Los Angeles, Shozo Watanabe, reconegué que dubtaven de la capacitat de Ledford per a distribuir-ho, però acceptaren perquè no havien trobat cap altre interessat. El cost de tota la producció (llicència, subtitulat i fabricació de huit mil còpies en VHS) pujà a cent mil dòlars estatunidencs, una inversió recuperada en tres mesos.
Quinze anys després, ADV la reedità en una edició especial d'aniversari en DVD, en versió doblada amb Amanda Winn-Lee com a la veu de Yōko, una edició estesa del primer capítol amb quinze segons inèdits i una pista de comentaris de Greenfield i altres en la qual repassen l'eclosió de l'anime a l'Amèrica del Nord.